# Puls (Film)
Puls (Originaltitel: Cell) ist ein US-amerikanischer Horrorfilm von Tod Williams aus dem Jahr 2016. Er basiert auf dem gleichnamigen Roman von Stephen King. Der Autor selbst war auch am Drehbuch beteiligt.

## Handlung
Clay Riddell ist ein desillusionierter Comicbuchautor, der seine Frau Sharon und seinen Sohn Johnny für ein Jahr verlassen hat, um an seinem Comic zu arbeiten. Als er am Logan International Airport einen Flug nehmen will, ruft er zunächst seine Frau über sein Handy an, doch als sein Akku zur Neige geht, verwendet er eine Telefonzelle. Plötzlich gibt es ein massives Störsignal, das alle Menschen, die sich gerade in der Nähe ihrer Smartphones und Handys befinden, in seelenlose Killer verwandelt. Clay gelingt es, sich in die U-Bahn zu retten, wo er auf Tom McCourt trifft, den Fahrer der U-Bahn. Zusammen mit einem dritten Überlebenden schlagen sie sich durch die U-Bahn-Tunnel durch, bis der dritte von einem infizierten Mann getötet wird.
Clay und Tom verbarrikadieren sich in Toms Appartement, wo sie sich mit der jugendlichen Alice Maxwell zusammentun. Alice musste sich gegen ihre Mutter verteidigen, die infiziert war. Die Infizierten werden bald als „Phoner“ bezeichnet. Die drei beschließen Boston zu verlassen und nach Neuengland zu gehen mit der vagen Hoffnung, dass Sharon und Johnny noch am Leben sind.
Die drei bewaffnen sich und schlagen sich durch die Wälder durch. Dabei beobachten sie, wie sich eine große Anzahl von Phonern zusammenschließt, indem sie Töne aus ihren Mündern absondern, und dann als Gruppe weitermarschiert. Nach Sonnenuntergang finden sie eine Privatschule. Deren Leiter Charles Ardai hat eine Theorie entwickelt, dass die Phoner ein Schwarmbewusstsein haben und telepathisch miteinander in Kontakt stehen. Er führt sie zu einem Feld, wo eine stattliche Anzahl von Phonern bewegungslos daliegen und anscheinend schlafen. Die Gruppe übergießt das Feld mit Kerosin und zündet die Masse an. Dabei kommt es jedoch zu einer Explosion und Charles stirbt. Angewachsen um dessen Schüler Jordan reist die Gruppe weiter.
Bei einem Zwischenfall in einer Bar, wo sich die Gruppe mit anderen Überlebenden versteckt, muss die Gruppe feststellen, dass die Phoner nun auch selbst Signale senden können, die bis jetzt nicht Infizierte in einen von ihnen verwandelt. Sie treffen auf weitere Überlebende, die einen Plan haben, um die Phoner zu besiegen. In Kashawk soll sich der „König des Internets“ befinden, der mutmaßliche Anführer der Phoner. Die Gruppe plant diesen mit einem mit C4 beladenen Food-Truck (Eiswagen) zu töten. Doch erst will Clay seinen Sohn und seine Frau finden. Im dortigen Appartement findet er seine Frau vor, die anscheinend von ihrem Sohn im Schrank eingesperrt war. Clay tötet sie in Notwehr. Anschließend erklärt er sich bereit, den Plan mit dem VW-Bus umzusetzen, während sich der Rest der Gruppe nach Kanada absetzen soll.
In Kashawk findet er einen riesigen Funkturm, den die Phoner umzingeln. Auch der König des Internets ist da sowie Clays Sohn. Clay bringt den Bus zur Explosion und kann so den König töten und seinen Sohn aus der Kontrolle der Phoner befreien. Die beiden machen sich auf den Weg nach Kanada.
Die letzte Szene zeigt Clay, der zusammen mit seinem Sohn um den Funkturm läuft. Die Explosion war nur eine Illusion, Clay ist nun selbst ein Phoner.

## Hintergrund
Der Roman Puls von Stephen King, der als Vorlage diente, wurde 2006 veröffentlicht. Bereits im März desselben Jahres kündigte Dimension Films eine Verfilmung des Stoffes an, bei der Eli Roth Regie führen sollte. Dieser sollte vorher noch Hostel 2 abdrehen. 2009 stieg er jedoch aus dem Projekt aus, da es Differenzen zwischen ihm und der Produktionsgesellschaft gab und er sich lieber auf eigene Projekte konzentrieren wollte.
Das Projekt wurde vorübergehend auf Eis gelegt, bis 2012 John Cusack als Hauptdarsteller benannt wurde, gefolgt von Tod Williams als Regisseur. Die Dreharbeiten fanden an 25 Tagen im Januar 2014 in Atlanta, Georgia statt.

## Synchronisation
Puls wurde von der Berliner RRP Media GmbH synchronisiert. Die Dialogregie führte Ralf Pel, der auch das Dialogbuch schrieb.
| Darsteller         | Deutscher Sprecher         | Rolle                |
| ------------------ | -------------------------- | -------------------- |
| John Cusack        | Andreas Fröhlich           | Clayton Riddell      |
| Samuel L. Jackson  | Engelbert von Nordhausen   | Thomas McCourt       |
| Isabelle Fuhrman   | Marie Christin Morgenstern | Alice Maxwell        |
| Clark Sarullo      | Lisa Braun                 | Sharon Riddell       |
| Ethan Andrew Casto | Alber Haase                | Johnnny Riddell      |
| Owen Teague        | Jonas Frenz                | Jordan               |
| Stacy Keach        | Jürgen Kluckert            | Rektor Charles Ardai |

## Veröffentlichung
Der Film sollte ursprünglich seine Premiere beim FrightFest als Teil des Glasgow Film Festivals haben, wurde jedoch kurz vorher gegen Pandemic – Fear the Dead ausgetauscht. Stattdessen wurde er am 10. Juni 2016 als Video on Demand veröffentlicht und erhielt einen Kinostart am 8. Juli 2016. In Deutschland wurde er als Videopremiere am 12. Januar 2017 veröffentlicht und am 22. September 2017 auf Sky Cinema ausgestrahlt.

## Rezeption
Der Film wurde von der Kritik überwiegend verrissen. So schrieb das Lexikon des internationalen Films: „Vorhersehbarer Zombie-Thriller, der sich, abgesehen von seiner Prämisse, durch nichts von anderen Genre-Vertretern unterscheidet. Eine Regie ohne Gefühl für Atmosphäre und enttäuschende Schauspieler verstärken den Eindruck eines seelenlosen Dutzendprodukts.“